# Next Friday (soundtrack)
Next Friday är ett soundtrackalbum av olika artister till filmen med samma namn, släppt den 14 december 2000 på Priority och Virgin Records.

## Låtlista
| Nr           | Titel                                                  | Producent(er)                | Längd |
| ------------ | ------------------------------------------------------ | ---------------------------- | ----- |
| 1.           | "You Can Do It" (Ice Cube feat. Mack 10 och Ms. Toi)   | One Eye                      | 4:20  |
| 2.           | "Chin Check" (N.W.A feat. Snoop Dogg)                  | Dr. Dre                      | 4:24  |
| 3.           | "We Murderers Baby" (Vita feat. Ja Rule)               | Dat Nigga Reb, Irv Gotti     | 3:55  |
| 4.           | "Hot" (Toni Estes)                                     | Teddy Bishop                 | 3:12  |
| 5.           | "Livin' It Up" (Pharoahe Monch)                        | Babee Paul                   | 2:53  |
| 6.           | "Fried Day" (Bizzy Bone feat. Sam Dates)               | Jimmy "JT" Thomas            | 4:37  |
| 7.           | "I Don't Wanna" (Aaliyah)                              | Donnie Scantz                | 4:15  |
| 8.           | "Low Income" (Wyclef Jean)                             | Jerry Duplessis              | 4:14  |
| 9.           | "Shaolin Worldwide" (Wu-Tang Clan)                     | Mathematics                  | 4:05  |
| 10.          | "Good Friday" (Big Tymers feat. Lil Wayne och Mack 10) | Mannie Fresh                 | 3:53  |
| 11.          | "Friday" (Krayzie Bone feat. Lyric)                    | Super Sako, Vachik Aghaniats | 4:19  |
| 12.          | "Mamacita" (Frost, Kurupt, Soopafly och Don Cisco)     | Fredwreck                    | 4:47  |
| 13.          | "Make Your Body Sing" (The Isley Brothers)             | Angela Winbush               | 4:04  |
| 14.          | "Murder, Murder" (Eminem)                              | DJ Rec, Bass Brothers        | 3:44  |
| 15.          | "Money Stretch" (Lil Zane)                             | Diggie Doms, Fiss Mista      | 3:53  |
| 16.          | "Bad Luck" (Harold Melvin & the Blue Notes)            | Kenneth Gamble & Leon Huff   | 2:58  |
| 17.          | "You Dropped a Bomb on Me" (The Gap Band)              | Lonnie Simmons               | 4:05  |
| 18.          | "Tell Me Something Good" (Rufus and Chaka Khan)        | Stevie Wonder                | 4:36  |
| 19.          | "Juicy Fruit" (Mtume)                                  | James Mtume                  | 6:00  |
| 20.          | "Riding High" (Faze-O)                                 | Tight Corporation            | 5:21  |
| 21.          | "Fame" (David Bowie)                                   | Harry Maslin                 | 4:12  |
| Total längd: | Total längd:                                           | Total längd:                 | 60:37 |